# Ліпниця-Мурована (гміна)
Гміна Ліпниця-Мурована (пол. Gmina Lipnica Murowana) — сільська гміна у південній Польщі. Належить до Бохенського повіту Малопольського воєводства.
Станом на 31 грудня 2011 у гміні проживало 5547 осіб.

## Площа
Згідно з даними за 2007 рік площа гміни становила 60.62 км², у тому числі:
- орні землі: 53.00%
- ліси: 38.00%

Таким чином, площа гміни становить 9.60% площі повіту.

## Населення
Станом на 31 грудня 2011:
| Опис     | Загалом | Загалом | Чоловіки | Чоловіки | Жінки | Жінки |
| -------- | ------- | ------- | -------- | -------- | ----- | ----- |
| одиниця  | осіб    | %       | осіб     | %        | осіб  | %     |
| все      | 5547    | 100     | 2825     | 50.93    | 2722  | 49.07 |
| міське   | 0       | 100     | 0        |          | 0     |       |
| сільське | 5547    | 100     | 2825     | 50.93    | 2722  | 49.07 |

## Сусідні гміни
Гміна Ліпниця-Мурована межує з такими гмінами: Ґнойник, Жеґоцина, Івкова, Ляскова, Новий Вісьнич, Чхув.